# Promethes nigriventrops
Promethes nigriventrops är en stekelart som beskrevs av Diller 1984. Promethes nigriventrops ingår i släktet Promethes och familjen brokparasitsteklar. Inga underarter finns listade i Catalogue of Life.